# Mullewapp – Das große Kinoabenteuer der Freunde
Mullewapp – Das große Kinoabenteuer der Freunde ist ein deutsch-italienisch-französischer Computeranimationsfilm aus dem Jahr 2009. Er basiert auf den Kinderbüchern des Schriftstellers Helme Heine.

## Handlung
Nachdem die Versuche der Maus Johnny, als Schauspieler Karriere zu machen, gescheitert sind, kommt sie auf den Bauernhof Mullewapp, wo sie die anderen Tiere mit Geschichten über ihre angeblichen Abenteuer unterhält. Eines Tages wird das Schaf Wolke vom Wolf Maitre Wolf entführt. Ein Fuchs, den Maitre verprügelt hat, weil er aus Angst, gefressen zu werden, nicht zur Geburtstagsfeier des Wolfes kommen wollte,  erzählt, dass Maitre Wolke an seinem Geburtstag als Lammbraten fressen will. Der Hahn Franz und das Schwein Waldemar starten eine Rettungsaktion. Johnny, den alle aufgrund seiner Geschichten für einen großen Helden halten, nimmt gezwungenermaßen an der Aktion teil.
Zum Entsetzen des wasserscheuen Waldemar lebt Maitre auf einer Insel. Als sie sich jedoch mit dem Fahrrad zum Ufer aufmachen und es einen Unfall gibt, landet Waldemar in einem Boot, mit dem sie sich zur Insel aufmachen. Währenddessen legt Maitre Wolf Wolke in Ketten und sie wird unfreiwillig Zeuge seines Alltags. Maitre, ein begeisterter Koch, lebt zusammen mit seinem Diener, einem alten Ziegenbock, in einer prachtvollen Villa auf der Insel. Zum Vergnügen entführt er Singvögel, die er in einen Käfig sperrt, damit sie ihn beim Essen mit ihrem Gesang unterhalten.
Vor der Villa des Wolfs angekommen bekommt Johnny jedoch Angst. Er gesteht Franz und Waldemar,  dass seine Geschichten nur erfunden waren und verlässt sie. Die beiden klopfen nun ohne ihn an Maitres Tür. Der Wolf heißt sie herzlich willkommen und lädt sie als seine Gäste ins Haus ein. Als er jedoch in seinem Kochbuch Rezepte für Hähne und Schweine findet, steckt er sie zu Wolke in den Kochtopf, um sie als dreigängiges Geburtstagsmenü zu verspeisen. Nachdem Johnny gesehen hat, wie der Wolf seine Freunde zubereitet, fasst er sich ein Herz: er klingelt an der Haustür und stößt beim Kampf mit dem Wolf bis in die Küche vor, wo er den Kochtopf umwirft und damit seine Freunde befreit. Gemeinsam fesseln sie Maitre und befreien auch die Singvögel. Allerdings reißt sich der hungrige Wolf von den Fesseln los und jagt sie bis zum Ufer. Dort fängt Franz an, zu fliegen und trägt die anderen an seinen Füßen über das Wasser. Maitre folgt ihnen in ihrem Boot. Als dieses jedoch wegen eines Lecks sinkt, ertrinkt er.
Am Abend feiert der gesamte Bauernhof die Rückkehr von Wolke und der drei Freunde. Obwohl er nun wirklich ein Held ist, fühlt Johnny sich nicht wohl und will gehen, doch Franz und Waldemar folgen ihm mit dem Fahrrad und überreden ihn, zu bleiben.

## Hintergrund
Mullewapp – Das große Kinoabenteuer der Freunde wurde von Motion Works in Zusammenarbeit mit Jugendfilm, dem WDR und 2d3d Animations produziert. Der Film kam am 23. Juli 2009 in Deutschland und der Schweiz in die Kinos. Am 24. November 2009 wurde er auf DVD und Blu-ray Disc veröffentlicht. Die Erstausstrahlung im Fernsehen war am 7. April 2012 auf KiKA.
Mullewapp – Das große Kinoabenteuer der Freunde erhielt von der Filmbewertungsstelle Wiesbaden das Prädikat besonders wertvoll.

## Synchronisation
| Name der Figur | Deutscher Sprecher     |
| -------------- | ---------------------- |
| Johnny Mauser  | Benno Fürmann          |
| Franz von Hahn | Christoph Maria Herbst |
| Waldemar       | Joachim Król           |
| Marilyn        | Katarina Witt          |
| Maitre Wolf    | Volker Wolf            |
| Wolke          | Maximiliane Häcke      |
| Adlatus        | Hans Bayer             |
| Bello          | Hans-Gerd Kilbinger    |
| Fuchs          | René Heinersdorff      |
| Tante Milli    | Hildegard Krekel       |
| Leila          | Vanessa Wunsch         |
| Lulula         | Silke Linderhaus       |
| Humpel Anna    | Karin Buchali          |
| Jenny          | Katja Liebing          |
| Küken          | Annabel Wolf           |

## Rezeption
„Kindgerecht erzähltes, farbenfroh aufbereitetes und phasenweise recht spannendes Zeichentrick-Abenteuer um Freundschaft und Aufrichtigkeit. Helme Heines ‚klassische‘ Bilderbuchfiguren leiden zwar deutlich unter dem weit gröberen Kinostrich, dennoch unterhält der Film seine Zielgruppe mit Witz und Fröhlichkeit.“